# 忠言路
忠言路（Jhongyan Rd.）為高雄市左營區的東西向道路，東起於自由二路口，西止於博愛二路口。

## 行經行政區域
- 左營區

## 沿線設施
（由東至西）
- 高雄市立龍華國中
- 佛光山南屏別院
- 龍華公有市場
- 全家便利商店富國門市
- 富國公有停車場[2]
- 忠言公園
- 高雄市政府勞工局訓練就業中心左營就業站
- 路易莎咖啡高雄凹仔底店
- 博田國際醫院（原博正醫院）
- 陽信銀行左營分行

## 公共自行車
- 高雄市公共自行車租賃系統：
  - 龍華市場(忠言路側)：忠言路93號(對側人行道)

## 相關連結
- 高雄市主要道路列表